# Louis De Haes
Ludovicus Gerardus (Louis) De Haes (Antwerpen, 23 juli 1896 - onbekend) was een Belgisch gewichtheffer.

## Levensloop
De Haes nam deel aan de Olympische Zomerspelen van 1920 te Antwerpen. Hij werd er zevende in de gewichtsklasse van de vedergewichten (- 60kg).
Zijn broer Frans was olympisch kampioen in het gewichtheffen.